# Demografía de Andorra
Andorra cuenta con 81.588 habitantes y una densidad de población de 174 hab./km², según el censo de 2022. Debido a una política restrictiva de concesión de la nacionalidad, la población de nacionalidad andorrana solo constituye el 36,6% de los habitantes del país; el resto de la población, aun siendo mayoritaria, no dispone de derechos políticos.

## Nacionalidades y evolución demográfica
Según el censo de 2008, el 36,6% de la población del país (30.442 habitantes) es de nacionalidad andorrana, el 33,0% (27.476 hab.) es de nacionalidad española, el 16,2% (13.518 hab.) es de nacionalidad portuguesa, el 6,2% (5.200 hab.) es de nacionalidad francesa, y el 7,8% restante (6.502 hab.) es de otras nacionalidades.
| Año  | Pob. total | Pob. de nacionalidad andorrana | % pob. nacionalidad andorrana | Pob. de nacionalidad española | % pob. nacionalidad española |
| ---- | ---------- | ------------------------------ | ----------------------------- | ----------------------------- | ---------------------------- |
| 1981 | 37.808     | 6.906                          | 18,3%                         | 22.025                        | 58,3%                        |
| 1986 | 46.967     | 7.952                          | 16,9%                         | 25.880                        | 55,1%                        |
| 1991 | 59.047     | 10.395                         | 17,6%                         | 28.028                        | 47,5%                        |
| 1996 | 64.479     | 13.019                         | 20,2%                         | 28.656                        | 44,4%                        |
| 2001 | 66.334     | 24.654                         | 37,2%                         | 26.251                        | 39,6%                        |
| 2006 | 81.222     | 29.535                         | 36,4%                         | 27.638                        | 34,0%                        |
| 2008 | 83.130     | 30.442                         | 36,6%                         | 27.476                        | 33,0%                        |
| 2010 | 85.015     | 30 441                         | 35,8%                         | 27 476                        | 32,3%                        |
| 2015 | 78.014     | 36 132                         | 46,3%                         | 17 512                        | 22,4%                        |
| 2018 | 80.275     | 37 144                         | 46,2%                         | 19 131                        | 23,8%                        |

Los nacionales andorranos son minoría en su país, ya que solo forman el 36,6% de la población. Esto es debido a varios factores. 
Por un lado, Andorra, situada en una zona aislada, ha tenido siempre una densidad de población baja. Por su condición de paraíso fiscal, a partir de los años 60 se formó una potente industria comercial que, unido al desarrollo de estaciones de esquí, hizo que se necesitase un crecimiento demográfico, que fue dado por la inmigración, principalmente procedente de España y, en menor medida y más tarde, de Portugal. Debido a la bonanza económica del país, esta corriente inmigratoria sigue siendo importante. Por otro lado, Andorra ha sido durante el siglo XX muy restrictiva a la hora de otorgar la nacionalidad a los inmigrantes y a sus descendientes, por lo que el porcentaje de nacionales ha sido muy bajo desde los años 1960.
Según la extremadamente restrictiva ley de adquisición de la nacionalidad vigente entre 1939 y 1995, solo podían disponer de nacionalidad andorrana aquellas personas nacidas en Andorra cuyo padre era de nacionalidad andorrana y residente en el país. Esta norma, aparte de ser considerada discriminatoria para las mujeres (pues a los hijos de andorranas y extranjeros se les negaba la nacionalidad, mientras que a los hijos de andorranos y extranjeras se les permitía adquirirla), hizo que a partir de los años 1950 el número de no nacionales superase a los de nacionalidad andorrana. 
Durante los años 1980 y principios de los años 1990, la población de nacionalidad andorrana alcanzó sus proporciones más bajas, no superando el 20% de la población. Una norma de los años 1970 creó una categoría de habitantes apátridas, eufemísticamente clasificados como nats a Andorra (hijos de un progenitor paterno no andorrano pero nacidos en Andorra), cuyo número hacia 1990 era cercano al de nacionales andorranos. Así, en 1993, el 82,3% de la población del país no disponía de la nacionalidad andorrana, por lo que no disponía de ningún derecho político y se encontraban discriminados administrativamente.
En 1995 entró en vigor una nueva ley de adquisición de la nacionalidad, también muy restrictiva aunque no hasta los extremos de la norma de 1939. Con esta nueva ley, pueden adquirir la nacionalidad los nacidos en Andorra si uno de sus dos padres dispone de la nacionalidad, ha nacido en el país y tiene en el país su residencia permanente o si uno de su progenitores puede justificar su residencia principal y permanente en el país en los dieciocho años anteriores al nacimiento (reducido a diez años en una modificación de ley realizada en 2004). Pueden, además, solicitarla el resto de gente nacida en Andorra y los extranjeros que hayan vivido en el país durante más de 25 años (20 años desde el 2004) y superen un "examen de integración", donde deben de demostrar sus conocimientos en catalán y en cultura, historia, instituciones y tradiciones andorranas; además, deben de perder su nacionalidad anterior. A raíz de esto, la proporción de ciudadanos con nacionalidad aumentó a finales de los años 1990, especialmente entre 1998 y 1999. Durante el siglo XXI este porcentaje se ha estabilizado en torno al 36%.
A los habitantes de Andorra que no disponen de la nacionalidad andorrana se les niega el derecho al voto y el derecho a presentarse a elecciones. También tienen restringida su participación en sindicatos, cuyos órganos ejecutivos deben de estar dominados por andorranos, aun siendo minoría en el mundo laboral. Además, los ciudadanos que no disponen de la nacionalidad andorrana no pueden ser presidentes ni poseer más del 33% del capital de una compañía. Estas limitaciones en los derechos básicos siguen afectando a más del 60% de la población del país, lo que ha sido criticado por su carácter discriminatorio y su anacronismo.

## Nacimientos y defunciones

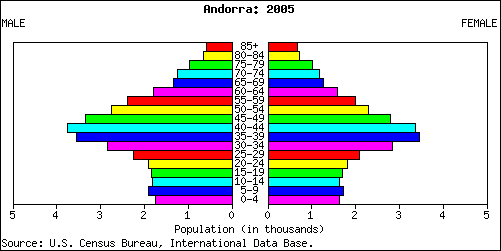
Pirámide poblacional de Andorra 2005.

## Nacimientos y defunciones[6]
|      | Población (x 1000) | Nacimientos | Muertos | Cambio natural | Tasa de nacimientos (x 1000) | Tasa de defunciones (x 1000) | Cambio natural (x 1000) |
| ---- | ------------------ | ----------- | ------- | -------------- | ---------------------------- | ---------------------------- | ----------------------- |
| 1948 | 6                  | 92          | 58      | 34             | 16.6                         | 10.5                         | 6.1                     |
| 1949 | 6                  | 85          | 48      | 37             | 14.6                         | 8.2                          | 6.4                     |
| 1950 | 6                  | 94          | 61      | 33             | 15.5                         | 10.1                         | 5.4                     |
| 1951 | 6                  | 104         | 63      | 41             | 16.7                         | 10.1                         | 6.6                     |
| 1952 | 6                  | 98          | 49      | 49             | 16.1                         | 8.0                          | 8.0                     |
| 1953 | 6                  | 101         | 53      | 48             | 17.6                         | 9.3                          | 8.4                     |
| 1954 | 6                  | 96          | 51      | 45             | 17.3                         | 9.2                          | 8.1                     |
| 1955 | 6                  | 108         | 55      | 53             | 18.5                         | 9.4                          | 9.1                     |
| 1956 | 6                  | 110         | 61      | 49             | 17.7                         | 9.8                          | 7.9                     |
| 1957 | 6                  | 111         | 47      | 64             | 17.6                         | 7.4                          | 10.1                    |
| 1958 | 7                  | 138         | 55      | 83             | 20.4                         | 8.1                          | 12.3                    |
| 1959 | 7                  | 157         | 57      | 100            | 21.9                         | 7.9                          | 13.9                    |
| 1960 | 8                  | 180         | 73      | 107            | 23.0                         | 9.3                          | 13.7                    |
| 1961 | 9                  | 185         | 61      | 124            | 21.3                         | 7.0                          | 14.3                    |
| 1962 | 10                 | 242         | 72      | 170            | 25.1                         | 7.5                          | 17.6                    |
| 1963 | 11                 | 262         | 75      | 187            | 24.2                         | 6.9                          | 17.3                    |
| 1964 | 12                 | 275         | 77      | 198            | 23.3                         | 6.5                          | 16.8                    |
| 1965 | 13                 | 308         | 75      | 233            | 23.9                         | 5.8                          | 18.1                    |
| 1966 | 14                 | 292         | 88      | 204            | 20.9                         | 6.3                          | 14.6                    |
| 1967 | 15                 | 330         | 93      | 237            | 22.1                         | 6.2                          | 15.8                    |
| 1968 | 16                 | 375         | 96      | 279            | 22.9                         | 5.9                          | 17.0                    |
| 1969 | 18                 | 390         | 113     | 277            | 22.0                         | 6.4                          | 15.6                    |
| 1970 | 19                 | 395         | 102     | 293            | 20.9                         | 5.4                          | 15.5                    |
| 1971 | 20                 | 414         | 91      | 323            | 20.7                         | 4.5                          | 16.1                    |
| 1972 | 21                 | 487         | 110     | 377            | 23.2                         | 5.2                          | 18.0                    |
| 1973 | 22                 | 475         | 132     | 343            | 21.3                         | 5.9                          | 15.4                    |
| 1974 | 24                 | 545         | 116     | 429            | 22.8                         | 4.8                          | 17.9                    |
| 1975 | 26                 | 515         | 88      | 427            | 20.1                         | 3.4                          | 16.6                    |
| 1976 | 27                 | 469         | 143     | 326            | 17.6                         | 5.4                          | 12.2                    |
| 1977 | 27                 | 469         | 122     | 330            | 17.1                         | 4.4                          | 12.0                    |
| 1978 | 29                 | 441         | 140     | 301            | 15.2                         | 4.8                          | 10.4                    |
| 1979 | 31                 | 420         | 110     | 310            | 13.7                         | 3.6                          | 10.1                    |
| 1980 | 33                 | 577         | 153     | 424            | 17.3                         | 4.6                          | 12.7                    |
| 1981 | 37                 | 560         | 156     | 404            | 15.3                         | 4.3                          | 11.0                    |
| 1982 | 39                 | 630         | 127     | 390            | 16.2                         | 3.3                          | 10.0                    |
| 1983 | 41                 | 563         | 157     | 406            | 13.8                         | 3.8                          | 10.0                    |
| 1984 | 42                 | 472         | 164     | 308            | 11.2                         | 3.9                          | 7.3                     |
| 1985 | 44                 | 557         | 165     | 392            | 12.8                         | 3.8                          | 9.0                     |
| 1986 | 46                 | 547         | 179     | 368            | 11.9                         | 3.9                          | 8.0                     |
| 1987 | 48                 | 527         | 176     | 351            | 11.0                         | 3.7                          | 7.4                     |
| 1988 | 49                 | 572         | 206     | 366            | 11.6                         | 4.2                          | 7.4                     |
| 1989 | 51                 | 634         | 209     | 425            | 12.5                         | 4.1                          | 8.4                     |
| 1990 | 53                 | 628         | 191     | 437            | 11.9                         | 3.6                          | 8.3                     |
| 1991 | 57                 | 678         | 217     | 461            | 11.9                         | 3.8                          | 8.1                     |
| 1992 | 60                 | 729         | 219     | 510            | 12.1                         | 3.6                          | 8.5                     |
| 1993 | 63                 | 723         | 211     | 512            | 11.4                         | 3.3                          | 8.1                     |
| 1994 | 65                 | 704         | 184     | 520            | 10.9                         | 2.8                          | 8.0                     |
| 1995 | 64                 | 702         | 219     | 483            | 11.0                         | 3.4                          | 7.5                     |
| 1996 | 64                 | 700         | 197     | 503            | 10.9                         | 3.1                          | 7.8                     |
| 1997 | 65                 | 730         | 197     | 533            | 11.2                         | 3.0                          | 8.2                     |
| 1998 | 66                 | 781         | 235     | 546            | 11.9                         | 3.6                          | 8.3                     |
| 1999 | 66                 | 823         | 207     | 616            | 12.5                         | 3.1                          | 9.3                     |
| 2000 | 66                 | 747         | 259     | 488            | 11.3                         | 3.9                          | 7.4                     |
| 2001 | 66                 | 777         | 237     | 540            | 11.8                         | 3.6                          | 8.2                     |
| 2002 | 67                 | 749         | 218     | 531            | 11.2                         | 3.3                          | 8.0                     |
| 2003 | 70                 | 721         | 221     | 500            | 10.3                         | 3.2                          | 7.2                     |
| 2004 | 75                 | 814         | 281     | 533            | 10.9                         | 3.8                          | 7.1                     |
| 2005 | 78                 | 828         | 276     | 552            | 10.7                         | 3.6                          | 7.1                     |
| 2006 | 80                 | 843         | 260     | 583            | 10.6                         | 3.3                          | 7.3                     |
| 2007 | 82                 | 826         | 230     | 596            | 10.1                         | 2.8                          | 7.3                     |
| 2008 | 84                 | 875         | 237     | 638            | 10.4                         | 2.8                          | 7.6                     |
| 2009 | 84                 | 838         | 272     | 566            | 9.9                          | 3.2                          | 6.7                     |
| 2010 |                    | 828         | 239     | 589            | 11,78                        | 3,40                         | 8,38                    |
| 2011 |                    | 793         | 275     | 518            | 11,37                        | 3,94                         | 7,43                    |
| 2012 |                    | 737         | 303     | 434            | 10,57                        | 4,34                         | 6,23                    |
| 2013 |                    | 637         | 239     | 398            | 9,10                         | 3,42                         | 5,68                    |
| 2014 |                    | 639         | 276     | 363            | 9,05                         | 3,91                         | 5,14                    |
| 2015 |                    | 659         | 282     | 377            | 9,19                         | 3,93                         | 5,17                    |
| 2016 |                    | 634         | 310     | 324            | 8,67                         | 4,24                         | 4,43                    |
| 2017 |                    | 588         | 323     | 265            | 7,86                         | 4,32                         | 3,54                    |
| 2018 |                    | 543         | 334     | 208            | 7,13                         | 4,40                         | 2,73                    |
| 2019 |                    | 539         | 301     | 238            | 6,95                         | 3,88                         | 3,07                    |
| 2020 |                    | 539         | 419     | 120            | 6,91                         | 5,37                         | 1,54                    |

## Población por parroquias
El mayor núcleo de población del Principado es la capital, Andorra la Vieja, con 24.574 habitantes (2008), lo que representa el 29,6% de la población andorrana. Las siguientes parroquias por población son Las Escaldas-Engordany (16.474 hab.) y Encamp (14.030hab.).
| Parroquia                  | Población (2008) | Superficie (en km²) | Densidad (2008) (en hab./km²) |
| Canillo                    | 5.422            | 121                 | 45                            |
| Encamp                     | 14.030           | 74                  | 190                           |
| Ordino                     | 3.686            | 89                  | 41                            |
| La Massana                 | 9.355            | 61                  | 153                           |
| Andorra la Vieja (capital) | 24.574           | 12                  | 2.048                         |
| San Julián de Loria        | 9.595            | 60                  | 160                           |
| Las Escaldas-Engordany     | 16.474           | 47                  | 351                           |
| Andorra                    | 83.130           | 464                 | 179                           |

## Lenguas
El idioma oficial es el catalán, lengua habitual del 43,8% de la población. El castellano es la segunda lengua más hablada en el principado, con un 32,8% de la población que la tienen como lengua habitual. El portugués es la lengua habitual del 7,6% de la población y el francés del 7,1%. Sin embargo, el castellano es la lengua materna o primera lengua del 35,9% de la población, mientras que el catalán lo es para el 31,4%.
Según un estudio de 2018 del Servicio de Política Lingüística del Gobierno de Andorra, los idiomas más comunes en Andorra son:
| Idioma        | Lengua materna | Lengua habitual |
| ------------- | -------------- | --------------- |
| Español       | 43,2%          | 39,1%           |
| Catalán       | 35,7%          | 45,9%           |
| Portugués     | 17,1%          | 3,9%            |
| Francés       | 8,9%           | 6,5%            |
| Demás idiomas | 6,8%           | 3,9%            |

## Educación
En Andorra conviven tres sistemas educativos: el francés, el español y el andorrano. Para el curso escolar 2004-2005, el sistema francés era seguido por 3.650 alumnos, el español por 3.499 y el andorrano por 3.328.
En 1997 se fundó la universidad del país, la Universidad de Andorra. Las únicas carreras universitarias presentes son la de Informática y la de Enfermería, aunque existen convenios de colaboración con diversas universidades españolas y francesas, que garantizan la correcta formación en todas las áreas del conocimiento.

## Datos demográficos
Datos según The World Factbook:
Población:
76.875 (2004)
Hombres: 40.085
Mujeres: 36.790
Edad ternaria:

0-14 años: 14,82% (hombres 5.922; mujeres 5.476)

15-64 años: 73,21% (hombres 29.628; mujeres 26.661)

Más de 65 años: 11,95% (hombres 4.535; mujeres 4.653) (2004)

Tasa de crecimiento de la población: -0,19% (2000)

Tasa de nacimientos: 10,58 nacimientos/1000 habitantes (2004)

Tasa de defunciones: 3,65 defunciones/1000 habitantes (2004)

Tasa de mortalidad infantil: 4,08 muertes/1000 nacimientos (2000)

Esperanza de vida:

Total: 83,46 años

hombres: 80,56 años

mujeres: 86,56 años (2000)

Tasa de fertilidad: 1,25 nacimientos/mujer (2000)
'
Habitantes por nacionalidades: andorranos 35,72%, españoles 37,36%, portugueses 12,98%, franceses 6,62%, otros 7,29% (2004)

Religión: Católica (predominante)